# Sac à rire
Le sac à rire, également connu sous différents noms étrangers tels que lachsack, laugh bag, laughing bag, bag of laughs et bag of joys, est un jouet de farces et attrapes d'origine allemande. Il a été conçu en 1968 par l'inventeur allemand Walter Thiele (de).

## Histoire

### Origine
À l'origine, le sac à rire était une création dérivée d'une peluche parlante en forme de perroquet produite pour la chaîne de restaurants Wienerwald. Lorsque cette entreprise a rejeté le perroquet, Walter Thiele a eu l'idée de placer son tourne-disque miniature alimenté par batterie dans une chaussette, remplaçant l'enregistrement sur disque par un enregistrement de rire. Il a nommé cette création « Lachsock » (littéralement : « chaussette de rire »).

### Développement
Le concept a été développé davantage lorsque Walter Thiele (de) a organisé un concours de rire, et le rire enregistré du gagnant a été intégré dans le « Lachsock » réinventé, remplaçant la chaussette par un petit sac. Le gagnant du concours, un inspecteur des impôts de Nuremberg, a eu le choix entre un prix de 1 000 Marks ou une redevance de 10 pfennig par Lachsack vendu. Il a opté pour le montant forfaitaire.

### Succès et production
Le sac à rire a connu un grand succès, et on estime qu'en 2007, environ 120 millions d'exemplaires avaient été vendus. De nos jours, les versions actuelles sont généralement plus petites, disponibles en différentes couleurs, et utilisent la technologie audio numérique. Malgré les années qui ont passé, le sac à rire est toujours en production et vendu dans le monde, offrant des moments de rire et de joie aux utilisateurs.
Walter Thiele est l'inventeur de plus de 1600 créations de ce genre de gadgets. Il est devenu millionnaire avec son sac à rire et a continué d'inventer ensuite.

## Description
Ce jouet se compose d'un petit sac en tissu contenant une boîte en plastique équipée d'un bouton-poussoir. Lorsque l'utilisateur appuie sur ce bouton-poussoir, le sac à rire diffuse un rire enregistré. 
Son rire est supposé contagieux. Même les personnes qui rient peu se mettraient à rire aussi.

### Variations et noms alternatifs
Le sac à rire est vendu sous plusieurs noms différents anglais tels que : « laugh bag », « laughing bag », « bag of laughs » et « bag of joys ».